# The Angels Advocate Tour
The Angels Advocate Tour es la sexta gira promocional de conciertos que la cantante estadounidense Mariah Carey realizó durante el año 2010 para promocionar su duodécimo álbum de estudio Memoirs of an Imperfect Angel. La gira fue nombrada así por una de las canciones del álbum, «Angels Cry». La gira se inició en la ciudad de Nueva York en diciembre de 2009 en el Madison Square Garden, presentándose en vivo por Norteamérica, y finalizó en septiembre de 2010 en Las Vegas. La gira consiguió recaudar más de 9.1 millones de dólares. Además, obtuvo críticas generalmente positivas por parte de los críticos musicales, que alabaron la gran calidad vocal de Carey.

## Antecedentes
Después de realizar una residencia de shows promocionales en The Pearl Concert Theater, circularon rumores en los medios de comunicación de la próxima gira de conciertos de Carey. En diciembre de 2009, la gira fue anunciada por el oficial de Carey web oficial y la página de Twitter, bajo el título de "The Angels Advocate Tour". El nombre está vinculado a una canción de su álbum Memoirs of an Imperfect Angel, "Angels Cry", que desde entonces ha sido remezclada para Ne-Yo y puesto en libertad, mientras que Carey estaba de gira; también por ser el nombre de cuál iba a ser un álbum de remixes titulado Angels Advocate. Esta fue su primera gira de conciertos desde su The Adventures Of Mimi Tour de 2006. Las fechas sólo fueron programadas para los Estados Unidos, Canadá, y un concierto privado en Egipto; aunque se añadieron más fechas para Brasil y Singapur.

## Teloneros
- RydazNrtisT[3]
- Trey Songz (Solo en New York)[4]

## Repertorio
1. "Butterfly" Intro / "Daydream Interlude (Fantasy Sweet Dub Mix)"
2. "Shake It Off"
3. "Touch My Body"
4. "Fly Like a Bird"
5. "Make It Happen"
6. "Angels Cry"
7. "Always Be My Baby"
8. "It's Like That"
9. "The Impossible"
10. "Love Hangover" / "Heartbreaker"
11. "Honey"
12. "My All"
13. "Emotions"
14. "Obsessed"
15. "We Belong Together"
16. "Hero" (Encore)

Notas:
- El Remix So So Def de " All I Want for Christmas Is You " se realizó en la ciudad de Nueva York.
- "Fly Like a Bird" fue reemplazado por " HATEU " en la ciudad de Nueva York y Atlantic City.
- "Sutil Invitation" se realizó en la ciudad de Nueva York, Atlantic City, Ledyard, Atlanta, Hollywood, Detroit y Washington D. C.
- "The Impossible" no se realizó en la ciudad de Nueva York.
- "The Impossible (Reprise)" no se realizó en la ciudad de Nueva York.
- "Honey" no se realizó en la ciudad de Nueva York.
- "It's a Wrap" no se realizó en la ciudad de Nueva York, Montreal, Ottawa, Toronto, Columbus, Chicago, Grand Prairie, Phoenix, en el segundo show de Los Ángeles y Las Vegas.
- "My All" no se realizó en la ciudad de Nueva York.
- El Def Club Mix de " Fantasy " se realizó en la ciudad de Nueva York.
- " Auld Lang Syne " se realizó en la ciudad de Nueva York.
- "Migrate" se realizó en la ciudad de Nueva York.
- "More Than Just Friends" se realizó en la ciudad de Nueva York.
- " Emotions " se realizó en la ciudad de Nueva York, Atlantic City, Ledyard, Atlanta, Detroit, Boston y en el primer show de Chicago.
- "Always Be My Baby" no se realizó en la ciudad de Nueva York, Ledyard, Atlanta y Detroit.
- " Up Out My Face " se realizó en el segundo show de Ledyard, Detroit, Boston, Upper Darby, Houston, Grand Prairie, Los Ángeles, Oakland y Las Vegas.
- "Don't Forget About Us" se realizó en Phoenix, Los Ángeles, Oakland y Las Vegas.
- " 100% " se realizó en Toronto y Los Ángeles.
- Las imágenes de Toronto se utilizaron más tarde como el video musical oficial de la canción.
- Un fragmento de "Todo lo que quiero para Navidad eres tú" se presentó en Oakland.
- "HATEU" se realizó en Oakland por solicitud de la multitud.

## Fechas
| Norte América           |                  |                |                                  |
| 31 de diciembre de 2009 | Nueva York       | Estados Unidos | Madison Square Garden            |
| 2 de enero de 2010      | Atlantic City    | Estados Unidos | Borgata Event Center             |
| 15 de enero de 2010     | Ledyard          | Estados Unidos | MGM Grand Theater                |
| 16 de enero de 2010     | Ledyard          | Estados Unidos | MGM Grand Theater                |
| 19 de enero de 2010     | Atlanta          | Estados Unidos | Fox Theatre                      |
| 21 de enero de 2010     | Hollywood        | Estados Unidos | Hard Rock Live                   |
| 25 de enero de 2010     | Detroit          | Estados Unidos | Fox Theatre                      |
| 27 de enero de 2010     | Washington D. C. | Estados Unidos | DAR Constitution Hall            |
| 30 de enero de 2010     | Boston           | Estados Unidos | Wang Theatre                     |
| 1 de febrero de 2010    | Upper Darby      | Estados Unidos | Tower Theater                    |
| 4 de febrero de 2010    | Montreal         | Canadá         | Bell Center                      |
| 6 de febrero de 2010    | Ottawa           | Canadá         | Scotiabank Place                 |
| 9 de febrero de 2010    | Toronto          | Canadá         | Air Canada Centre                |
| 10 de febrero de 2010   | Columbus         | Estados Unidos | Value City Arena                 |
| 13 de febrero de 2010   | Chicago          | Estados Unidos | Chicago Theatre                  |
| 14 de febrero de 2010   | Chicago          | Estados Unidos | Chicago Theatre                  |
| 17 de febrero de 2010   | Houston          | Estados Unidos | Bayou Music Center               |
| 18 de febrero de 2010   | Grand Prairie    | Estados Unidos | Verizon Theatre at Grand Prairie |
| 20 de febrero de 2010   | Phoenix          | Estados Unidos | Comerica Theatre                 |
| 23 de febrero de 2010   | Los Ángeles      | Estados Unidos | Anfiteatro Gibson                |
| 24 de febrero de 2010   | Los Ángeles      | Estados Unidos | Anfiteatro Gibson                |
| 26 de febrero de 2010   | Oakland          | Estados Unidos | Oracle Arena                     |
| 27 de febrero de 2010   | Las Vegas        | Estados Unidos | El Coliseo del Caesars Palace    |